# Ratusz (Tatry)

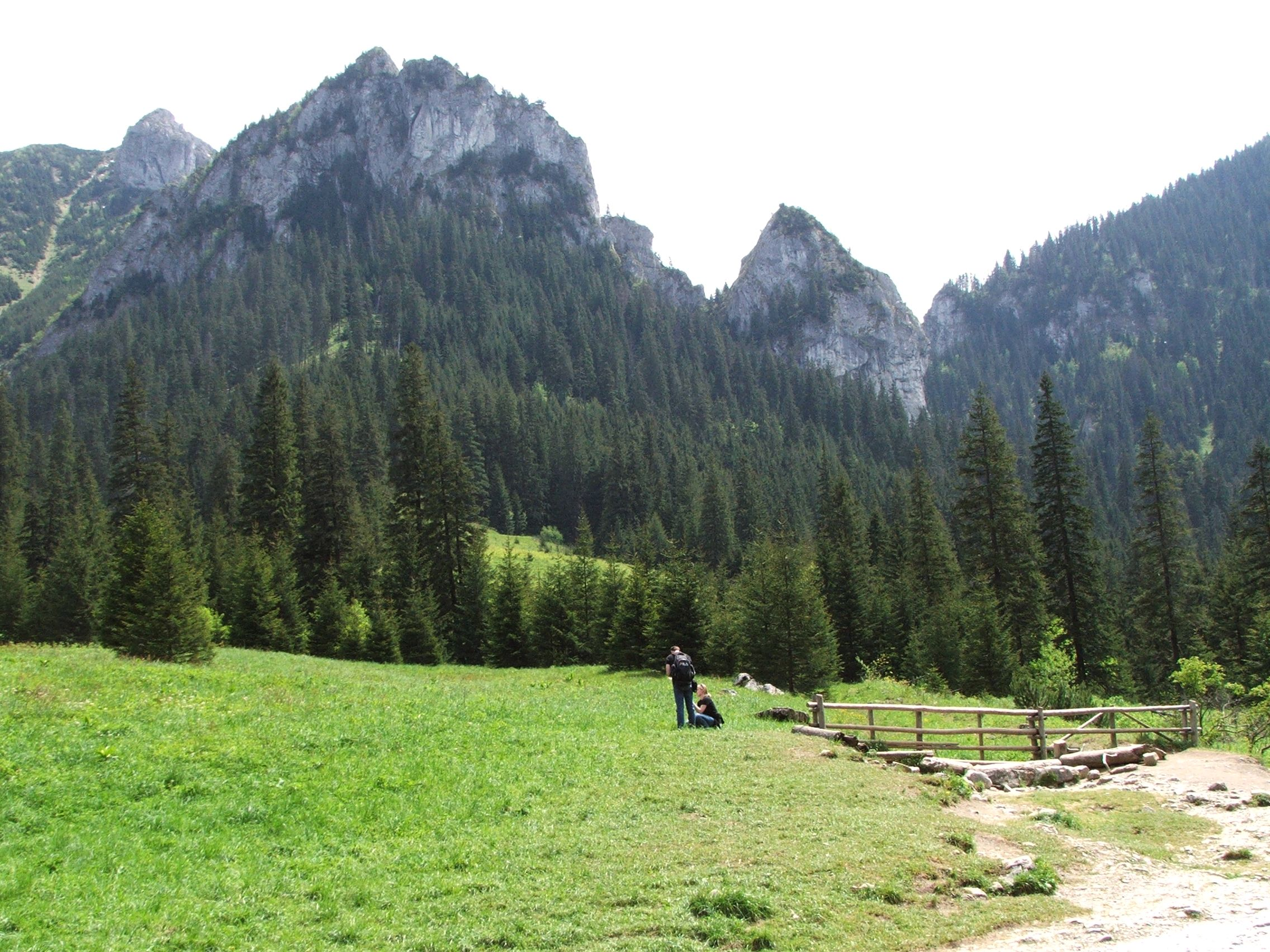
W środku Saturn, z lewej strony nad nim Upłazkowa Turnia, po prawej stronie Ratusz

Ratusz – turnia w Dolinie Kościeliskiej w Tatrach Zachodnich. Wraz z położoną blisko niej turnią Saturn są doskonale widoczne z Polany Pisanej. Nazwę nadali turni dawni turyści. Zbudowany ze skał węglanowych (wapienie i dolomity), mniejszy od Saturna Ratusz ma wysokość 1296 m n.p.m. Znajduje się w orograficznie prawych zboczach Wąwozu Kraków. Od Saturna oddzielony jest Przełączką za Ratuszem (ok. 1260 m). Tylko z tej przełączki można na niego wyjść bez większych trudności – na wszystkie pozostałe strony opadają pionowe ściany. Znajduje się w nich kilka dróg wspinaczkowych. Szczególnie imponujący wygląd ma jego opadający do Placu pod Ratuszem południowo-zachodni filar o wysokości około 170 m. Jest częściowo przewieszony. Dolną częścią filara i 40-metrowej wysokości półką po raz pierwszy przeszli Jerzy Łabęcki i Ryszard Malczyk w kwietniu 1970 r. Pierwsze przejście górnej części (ponad dolnym uskokiem): Jerzy Farat i Ryszard Malczyk 12 kwietnia 1981 (styl AF). Droga ta, nazwana przez nich „Stąd do wieczności”, zawiera duże nagromadzenie trudności o stopniu VI+.
Pod ścianą Ratusza znajduje się jaskinia Szczelina w Ratuszu.
Po południowo-wschodniej stronie Ratusza znajduje się oryginalnego kształtu, długa formacja skalna o bardzo ostrej grani, przez Władysława Cywińskiego w 3. tomie przewodnika Tatry nazywana „płetwą”. Należy do masywu Ratusza, ale oddzielona jest od niego zalesionym i rozszerzającym się w dolnej części żlebkiem opadającym do dna Wąwozu Kraków. Północno-wschodni koniec tej formacji skalnej opada do Kotła pod Saturnem.